# 弦楽四重奏曲第1番 (ミヨー)
弦楽四重奏曲第1番 作品5は、ダリウス・ミヨーが1912年にポール・セザンヌ追悼のために作曲した弦楽四重奏曲である。当初は4楽章として作曲されたが、改訂版を出版するにあたり、セザンヌへの思いから第3楽章を省いたため、当初の4楽章が第3楽章となり、3楽章形式になった。

## 曲の構成
- 第1楽章 Rythmique
- 第2楽章 Intime contenu
- 第3楽章  Vif tres rythme